# 馬公厝線
馬公厝線（まこうせきせん）は台湾雲林県虎尾鎮と褒忠郷を結ぶ台湾糖業公司虎尾糖廠が運営する軽便鉄道路線の総称で、現在台湾で唯一運行している台湾糖業鉄道の専用線。

## 路線データ
- 経営管轄：台湾糖業公司
- 路線距離：16.1km[1]（本線：北港線1.944Km分岐～蚊港線起点間11.88km[2]）
- 軌間：762mm（北港線供用区間は1,067mmとの3線軌道）
- 装車場数：6（虎尾糖廠を含む。9-13号装車場）
- 複線区間：無
- 電化区間：無
- 支線：1（蚊港線2.276km[2]）

### 戦前
- かつての大日本製糖虎尾製糖所専用線だった馬公厝線（虎尾 - 潮洋厝間12.0km）[3]
- その支線（潮洋厝線→馬公厝支線1.0km）
- 大日本製糖龍巖製糖所専用線だった馬公厝線（龍巖境界 - 普令厝（台西郷）間11.6km）

### 戦後
- 台湾糖業公司の営業線だった龍厳線（龍海線とも。28.7km）との重複区間では、台西（開業時の駅名は海口。）から旅客列車が運行されていた。旧北港線の一部と本線の馬公厝線、馬光農場への馬公厝支線（廃止）、虎尾糖廠が龍巖糖廠（中国語版）を統合以降はその専用線だった蚊港線の一部を受け継いだ[4]。

## 概要
サトウキビの収穫時季である初冬から春にかけて沿線の4つの農場にある5ヶ所の装車場（装蔗場とも。日本統治時代は積込場と呼ばれた）と虎尾糖廠を結ぶ列車が毎日数本運転されている。
虎尾糖廠を起点に後壁寮駅を経て北港線と分岐し専用営業線区間（廃止された西螺線との単線並列）に入ると、台湾高速鉄道（高鉄）をアンダーパスし北渓厝駅で西螺線と分岐、台湾糖業公司馬光農場を経て13番装蔗場（サトウキビ積込所）に至り蚊港線と接続する。2017年3月に行政院が公布した公共インフラ投資計画である前瞻基礎建設計画に観光五分車として旅客化する構想が盛り込まれた。15億ニュー台湾ドルの予算で廉使から支線を2km北へ新設し、高鉄雲林駅まで5.1kmを接続するほか、長期構想としてかつての龍海線龍岩駅まで10.1kmや西螺線墾地駅までの再旅客化も含まれている構想が進行中。
|                                    |                          |                                                        |
| 虎尾糖廠出口の中山路平交道（踏切） | 虎尾糖廠からの市街地区間 | 視察時に説明を受ける 中華民国総統蔡英文(2017年4月14日) |

|                        |      |              |      |
| 台湾高速鉄道との交差部 | 同左 | 公安路平行道 | 同左 |

## 車両
- ディーマ（ドイツ語版）社製のDFL200型ディーゼル機関車による貨物列車が運行されている。

## 沿革
- 1913年（大正2年）10月5日 - 大日本製糖馬公厝線が龍巖庄まで開業[14]。
- 1914年（大正3年）7月30日 - 馬公厝延長線開業[15]。
- 第二次世界大戦中 - 虎尾製糖所が米軍の空襲で壊滅的な打撃を受ける。
- 1950年9月16日 - 中華民国交通部による営業認可[1]。
- 不明 - 龍岩線の旅客輸送休止。
- 2009年3月 - 蚊港線廃止、13番装蔗場が原料線の実質的な終点となる[16]。
- 2017年3月 - 虎尾～高鉄雲林駅間の旅客線整備が政府の公共インフラ投資計画（前瞻基礎建設計画）のリスト入り[13]。
- 2019年 - 虎尾～高鐵雲林駅間の観光五分車開業予定[17]。

## 駅一覧
| 路 線                     | 駅名         | 駅名         | 駅名                | 虎尾 からの 営業 キロ | ※ 累計 キロ                          | 接続路線・備考                                            | 所在地 | 所在地 |
| 路 線                     | 日本語       | 繁体字中国語 | 英語                | 虎尾 からの 営業 キロ | ※ 累計 キロ                          | 接続路線・備考                                            | 所在地 | 所在地 |
| ------------------------- | ------------ | ------------ | ------------------- | --------------------- | ------------------------------------ | --------------------------------------------------------- | ------ | ------ |
| 北 港 線                  | 虎尾駅       | 虎尾車站     | Huwei               | (0.0)                 |                                      | 北港線、斗南線、西螺線、南北平行予備線、 （専用線）竹圍線 | 虎尾鎮 | 雲林県 |
| 北 港 線                  | 虎尾糖廠     | 虎尾糖廠     | Huwei Sugar Factory |                       | -1.994                               | 北港線、斗南線、西螺線、南北平行予備線、 （専用線）竹圍線 | 虎尾鎮 | 雲林県 |
| 北 港 線                  | 後壁寮駅     | 後壁寮招呼站 | Houbiliao           | (1.2)                 |                                      |                                                           | 虎尾鎮 | 雲林県 |
| 北 港 線                  | 馬公厝線起点 | 馬公厝線起点 | 馬公厝線起点        |                       | 0.0                                  | 北港線と分離                                              | 虎尾鎮 | 雲林県 |
| 馬 公 厝 線 (旧 龍 岩 線) | 馬公厝線起点 | 馬公厝線起点 | 馬公厝線起点        |                       | 0.0                                  | 北港線と分離                                              | 虎尾鎮 | 雲林県 |
| 廉使駅                    | 廉使招呼站   | Lianshi      | (2.1)               |                       | 西螺線、高鉄雲林への連絡線（計画中） |                                                           | 虎尾鎮 | 雲林県 |
| 北渓厝駅                  | 北溪厝招呼站 | Beixicuo     | (3.2)               |                       | 西螺線、崙背線                       |                                                           | 虎尾鎮 | 雲林県 |
| 改良場駅                  | 改良場招呼站 |              | (4.1)               |                       | 旧称：埒内→北渓厝→示範場             |                                                           | 虎尾鎮 | 雲林県 |
| 9号装車場                 | 9號裝車場    |              |                     | 5.684                 | 旧称：8号装車場                      | 土庫鎮                                                    |        | 雲林県 |
| 畜殖場駅                  | 畜殖場招呼站 |              | (7.7)               | 5.695                 | 旧称：東平里→繁殖場                  | 土庫鎮                                                    |        | 雲林県 |
| 10号装車場                | 10號裝車場   |              |                     | 6.259                 |                                      | 褒忠郷                                                    |        | 雲林県 |
| 馬光駅                    | 馬公車站     | Maguang      | (9.4)               |                       | 旧称：馬公厝                         | 褒忠郷                                                    |        | 雲林県 |
| 11号装車場                | 11號裝車場   |              |                     |                       |                                      | 褒忠郷                                                    |        | 雲林県 |
| 12号装車場                | 12號裝車場   |              |                     |                       |                                      | 褒忠郷                                                    |        | 雲林県 |
| 蚊港線起点                | 蚊港線起點   |              |                     | 11.880                | 龍岩線龍巖、龍海線台西方面           | 褒忠郷                                                    |        | 雲林県 |
| 蚊港線起点                | 蚊港線起點   | 蚊 港 線     |                     | 11.880                | 龍岩線龍巖、龍海線台西方面           | 褒忠郷                                                    |        | 雲林県 |
| 13号装車場                | 13號裝車場   |              |                     |                       |                                      | 褒忠郷                                                    |        | 雲林県 |
| 終点                      | 迄點         |              |                     | 14.156                | 旧・蚊港線                           | 褒忠郷                                                    |        | 雲林県 |
| 14号装車場                | 14號裝車場   |              |                     |                       |                                      | 褒忠郷                                                    |        | 雲林県 |

## 関連書籍
- 台灣黃昏地帶（台湾黄昏地帯）繆思出版 2007年 ISBN 9789867399809

## 参考資料
- 虎尾糖廠鐵道分佈圖 看橋工房 （繁体字中国語）
- 虎尾五分車全台僅見 重溫童年回憶 新唐人電視台
- 糖鐵路線-馬公厝線 Tenrivers的影像記事 （繁体字中国語）
- 蜿蜒的古代捷運n(上) （繁体字中国語）
- 臺灣鐵道站名及里程 街貓的鐵道網站 （繁体字中国語）
- 虎尾總廠鐵道里程表 66.06(1977年) 看橋工房 （繁体字中国語）
- 台湾 臺糖鐵道 廃線跡 配線図式路線図